# Hermann August Seger
Hermann August Seger (26. prosince 1839 Posen - 30. října 1893 Berlín) byl německý chemik. V roce 1878 založil a vedl chemicko-technický výzkumný ústav při Královské porcelánce v Berlíně. Jeho teoretická i praktická práce měla velký význam pro rozvoj výroby keramiky.
Po promoci a habilitaci se věnoval systematice keramických materiálů podle velikosti zrn a obsahu jednotlivých složek. Umožnil tak jednotné posuzování keramiky podle jejích fyzikálních vlastností. Vynalezl později široce používané Segerovy jehlánky pro měření teplot (600-2000 °C) v pecích. V roce 1880 vyvinul (v roce 1891 zveřejnil postup výroby) měkkého Segerova porcelánu. Vynalezl a uplatnil nové druhy glazur.